# Seleção Canadense de Rugby Sevens Masculino
A Seleção Canadense de rugby sevens representa o Canadá nos torneios de rugby sevens. A equipe compete na Série Mundial de Rugby Sevens, na Copa do Mundo de Rugby Sevens, nos Jogos Olímpicos, nos Jogos Pan-americanos e nos Jogos da Commonwealth.
O grupo obteve o sexto lugar na Série Mundial de 1999-00 e na Série Mundial de 2013-14, e em 2017 conseguiu sua primeira vitória no Singapore Sevens. Enquanto isso, conquistou a medalha de ouro nos Jogos Pan-Americanos de 2011 e 2015, e a medalha de bronze nos Jogos Mundiais de 2013.

## Desempenho

### Jogos Olímpicos
| 2016  | Não se classificou | Não se classificou | Não se classificou | Não se classificou | Não se classificou | Não se classificou |
| 2020  | Quartas de final   | 8                  | 6                  | 1                  | 0                  | 5                  |
| 2024  | A definir          | A definir          | A definir          | A definir          | A definir          | A definir          |
| Total | 0 títulos          | 0/1                | 6                  | 1                  | 0                  | 5                  |

### Copa do Mundo
| 1993  | Semifinais       | 15  | 6  | 2  | 0 | 4  |
| 1997  | Quartas de final | 21  | 5  | 0  | 0 | 5  |
| 2001  | Quartas de final | 5   | 6  | 3  | 0 | 3  |
| 2005  | Fase de grupos   | 18  | 8  | 3  | 0 | 5  |
| 2009  | Quartas de final | 13  | 4  | 2  | 0 | 2  |
| 2013  | Plate            | 9   | 6  | 5  | 0 | 1  |
| 2018  | Challenge        | 12  | 5  | 2  | 0 | 3  |
| 2022  | Challenge        | 13  | 5  | 3  | 0 | 2  |
| Total | 0 títulos        | 0/8 | 45 | 20 | 0 | 25 |